# Ashley Madekwe
Ashley Madekwe, född 6 december 1981 i London, är en brittisk skådespelare.
Madekwe har bland annat medverkat i TV-serierna Revenge och Dr Death. Han har även medverkat i filmen Cassandra's Dream.

## Filmografi (i urval)
- 2007 – Cassandra's Dream
- 2008–2010 – En callgirls dagbok (TV-serie)
- 2011–2015 – Revenge (TV-serie)
- 2023 – Dr Death (TV-serie)